# Polistes humilis
Polistes humilis (лат.) — вид общественных ос из семейства Vespidae (Polistinae). Встречается по всей Австралии и был завезён в северную часть Новой Зеландии. Этих бумажных ос можно узнать по длинным тонким ногам и полосатой жёлто-чёрной окраске. Известно, что они повторно используют старые гнёзда. Хотя у вида нет морфологических кастовых различий, есть чёткие поведенческие различия между королевами и рабочими. Кроме того, вид является эусоциальным и извлекает выгоду из родства между особями. Они известны тем, что наносят болезненные укусы, особенно если их гнездо потревожено, — это поведение было разработано как механизм защиты гнезда. Хотя осы часто воспринимаются негативно, они играют важную роль в опылении многих растений.

## Таксономия и филогения
Вид был впервые опсиан в 1781 году датским энтомологом Иоганном Фабрицием под названием Vespa humilis Fabricius, 1781. Polistes humilis входит в состав рода Polistes, состоящий из 150 видов, которые встречаются во всех регионах мира, кроме самых холодных. Polistes humilis был единственным видом трибы Polistini, обнаруженным в Новой Зеландии после того, как он был случайно завезён из Австралии, до того как в 1979 году была завезена азиатская бумажная оса Polistes chinensis. В Австралии встречается 11 видов Polistes, и Polistes humilis — самый распространённый из них. Исторически сложилось так, что Polistes variabilis часто ошибочно определяли как подвид Polistes humilis. Однако недавний анализ показал, что это два отдельных вида.
Выделяют два подвида, P. humilis humilis, который обитает на севере Австралии, и P.humilis synoeus, встречающийся на юге.

## Описание

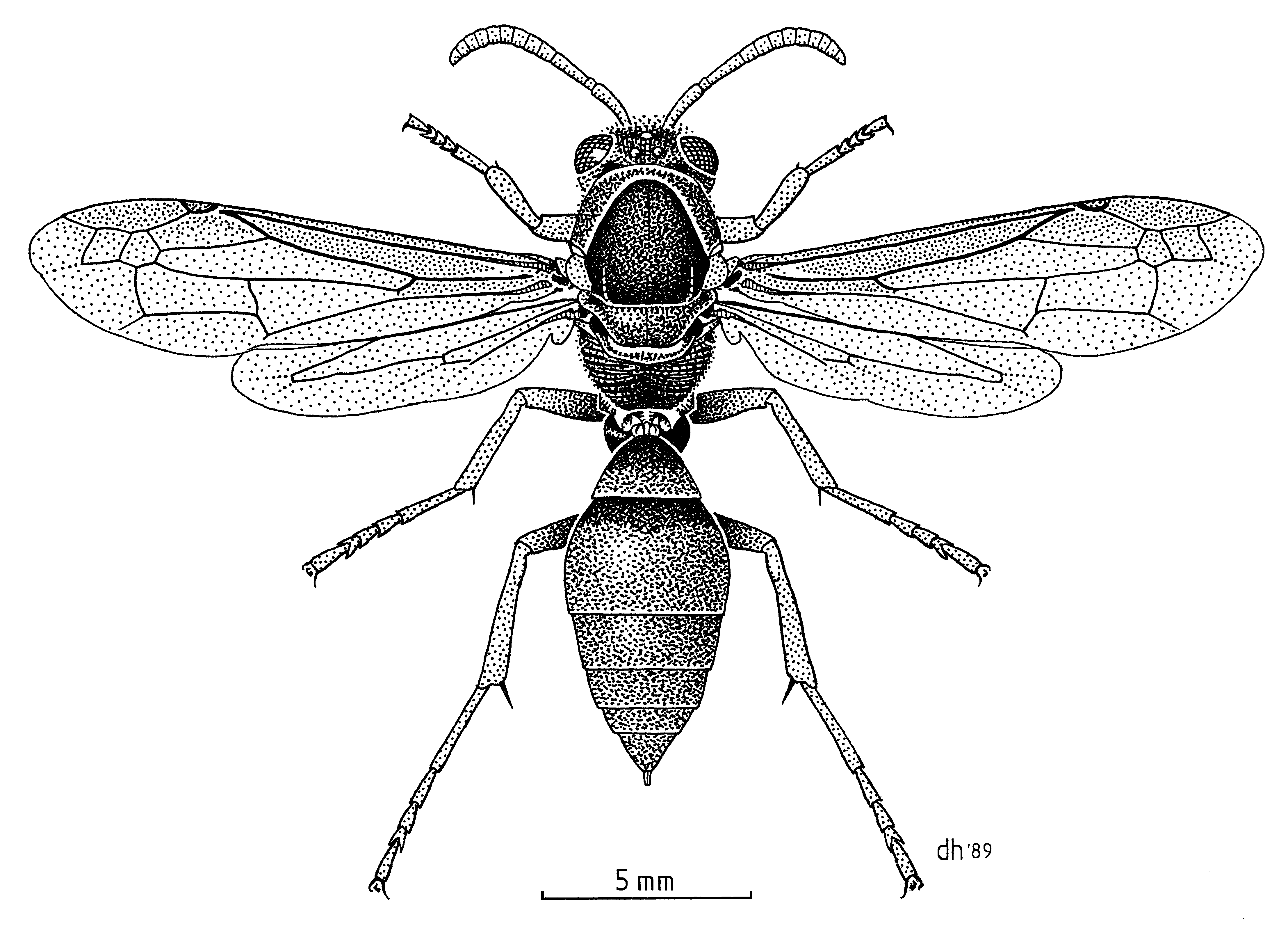
Polistes humilis, самка

Этот вид ос можно узнать по стройному строению тела и полосатой окраске. Взрослые особи имеют жёлтое лицо и 10—15 мм в длину с дубильно-красной окраской. Самцов можно отличить от самок по жёлтой отметине в области брюшка. Кроме того, Polistes humilis обычно крупнее большинства других бумажных ос. Гнёзда этого вида можно определить по их конусообразной форме с множеством шестиугольных ячеек. Этот вид строит своё гнездо из серого древесно-волокнистого материала, который представляет собой смесь его собственной слюны и древесины. В отличие от большинства видов ос, колонии Polistes humilis из года в год используют старые гнёзда. Некоторые колонии зимуют и в холодные месяцы укрываются над гребнем.

## Распространение и экология
Polistes humilis в основном обитает в Австралии, особенно в южном Квинсленде, Новом Южном Уэльсе, Виктории и Южной Австралии. Хотя этот вид является родным для Австралии, он был случайно завезён в Новую Зеландию в 1880-х годах и создал стабильную популяцию в этой стране, в основном ограниченную Северным островом к северу от Тауранги и к западу от Те Куити. В экологическом плане наибольшая численность P. humilis наблюдается в кустарниковых зарослях. Однако этот вид также можно встретить на льняных болотах и в лесах.

## Цикл колонии
Цикл колонии Polistes humilis начинается весной и может начинаться тремя способами. Во-первых, цикл колонии может начаться с основания нового гнезда, как правило, несколькими самками-основательницами. Во-вторых, цикл может начаться с повторного использования старого гнезда, которому может быть несколько лет. В-третьих, цикл может начаться и с продолжения использования старого гнезда, поскольку этот вид может зимовать.
В течение года производство гнёзд Polistes humilis обычно проходит по определённому циклу. Весной гнёзда основывают перезимовавшие и предварительно оплодотворённые самки. После основания гнезда рабочие самки появляются в конце весны — начале лета. Самцы и королевы появляются на свет в конце лета — начале осени.

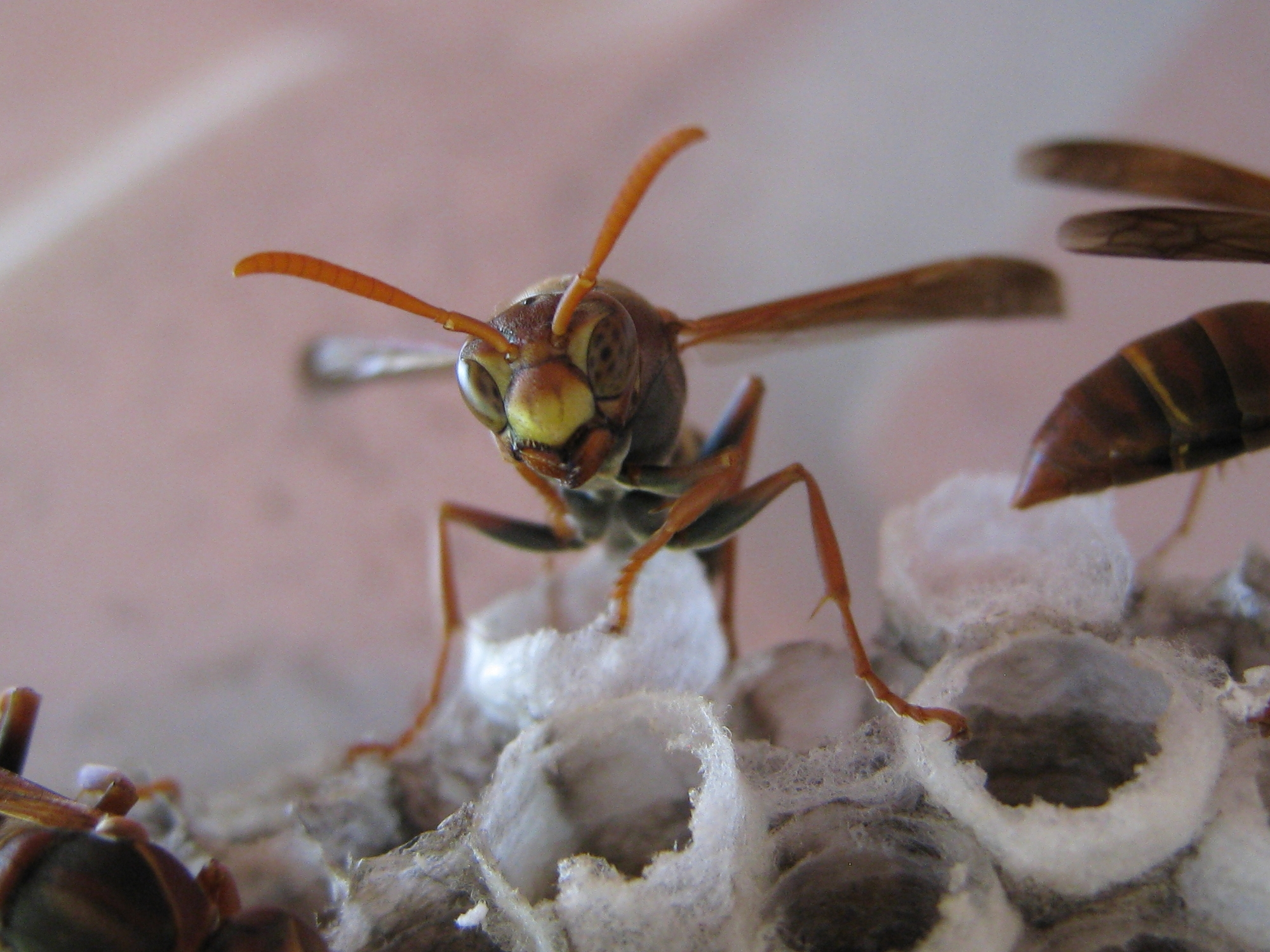
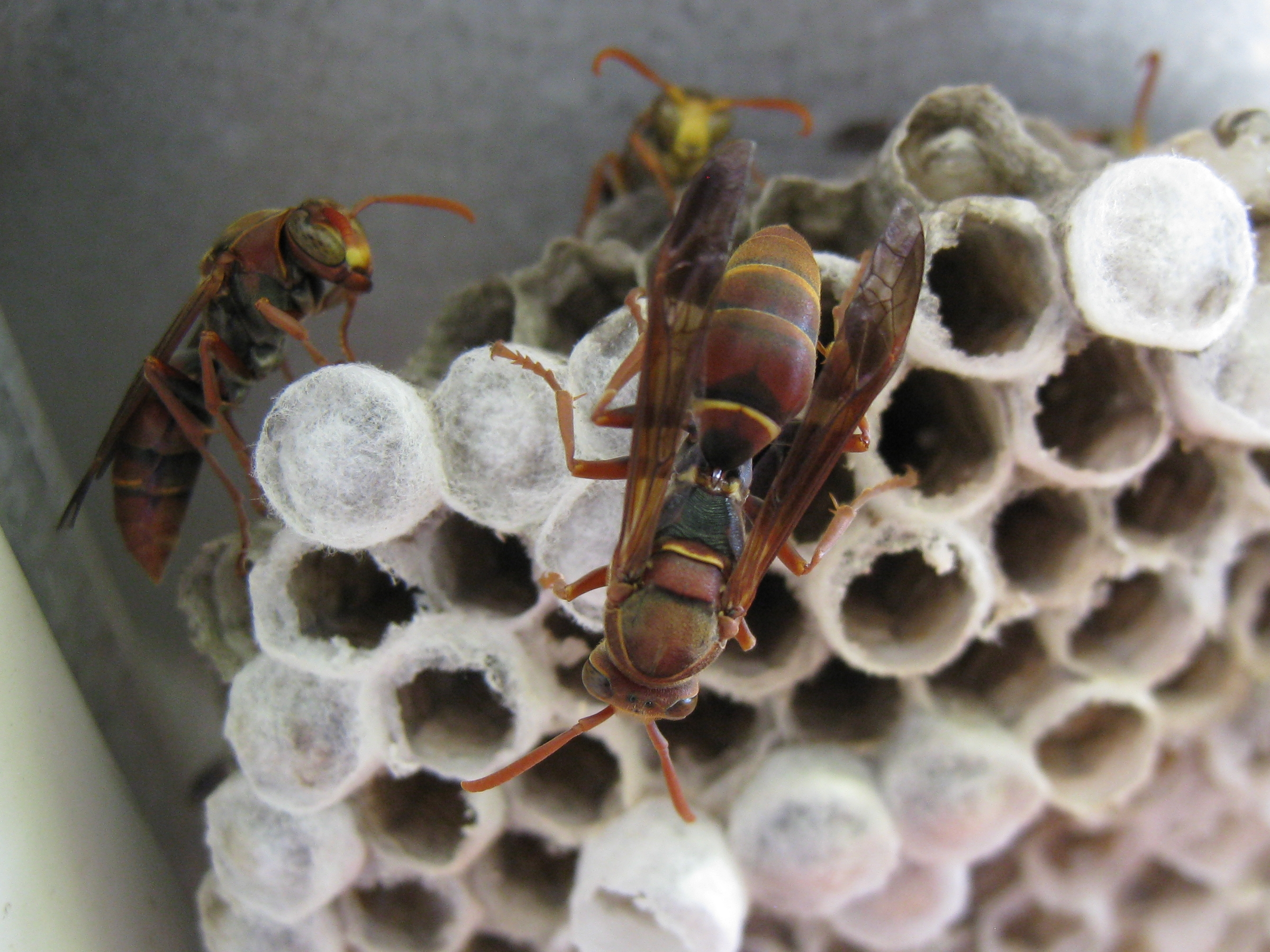
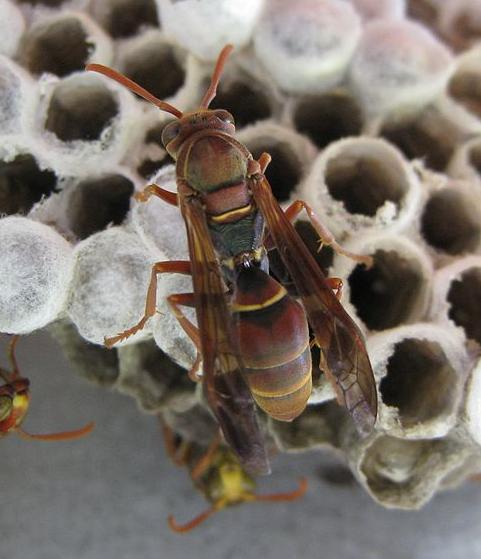
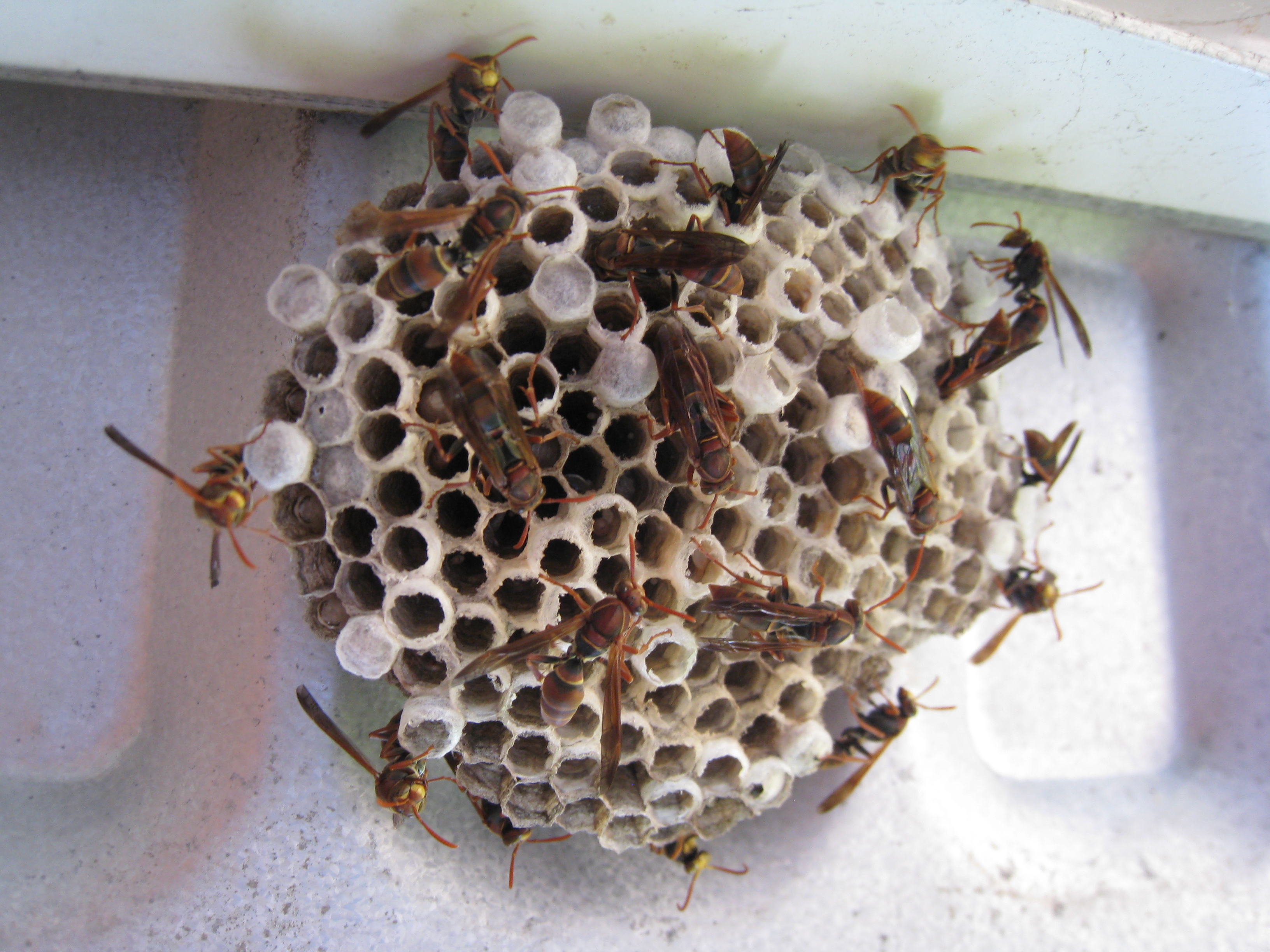

## Поведение

### Иерархия доминирования
В гнездах Polistes humilis существует заметная иерархия между размножающимися королевами и стерильными рабочими. Внешних физических различий между самками нет; известно, что даже маленькие самки приносят яйца. Поскольку морфологических различий между самками не существует, поведенческие характеристики являются основным фактором, определяющим, размножается самка или нет. Этих самок можно определить путём наблюдения, поскольку они часто получают твёрдую пищу, мёд и воду от рабочих самок, возвращающихся с фуражировки. Доминирование часто проявляется в поведении нижней касты вида — «вилянии хвостом». Однако, в отличие от большинства видов, использующих поведенческие характеристики для определения репродуктивного успеха, Polistes humilis не демонстрирует высокой конкуренции между самками внутри гнезда.

### Брачное поведение
Королевы Polistes humilis спариваются один раз, то есть яйца королевы оплодотворяются одним самцом, и на одну самку приходится только один случай оплодотворения. Однако в каждой колонии в среднем по две королевы. Такое поведение нескольких королев, вероятно, развилось как защитный механизм для гнезда. Поскольку разные самцы могут оплодотворять каждую самку в гнезде, генетическое разнообразие в гнезде увеличивается, что может помочь защититься от болезней. Кроме того, отличительной особенностью этого вида является отсутствие инбридинга в колониях P. humilis. Это говорит о том, что расселение происходит в основном за счёт самцов и что самцы не размножаются в своей родной колонии. Вероятно, рассеивание самцов происходит до спаривания.

### Защита
Как жалящая оса, Polistes humilis обладает очень мощным защитным механизмом. Яд, содержащийся в жале этого вида, помогает захватывать добычу и защищать гнездо от хищников. Яд поступает из двух трубчатых желёз и выделяется мощными мышцами, которые охватывают резервуар и выдавливают яд. Известно, что яд используется в драках между видами и часто применяется в ограниченных количествах. Яд состоит в основном из серотонина, гистамина, тирамина и дофамина, которые считаются основными компонентами яда, вызывающими боль.
Polistes humilis также выработал два способа защиты от болезней: генетическое разнообразие и производство кутикулярных антимикробных соединений. Между этими механизмами существует компромисс: в колониях большего размера больше генетического разнообразия, а в колониях меньшего размера — больше антимикробных веществ. Вероятно, этот компромисс возник в результате эволюции, так как производство кутикулярных соединений требует больших метаболических затрат, поэтому большие колонии могут быть не в состоянии поддерживать этот механизм. В успешных колониях эти механизмы работают вместе, как показывает локус Pc80. Генетический анализ показывает, что увеличение вариаций в этом локусе положительно коррелирует с антимикробной силой. Однако, поскольку успех работы этих механизмов очень важен для выживания колонии, они являются важными ограничивающими факторами для максимального порогового размера колонии. Поскольку антимикробные соединения у Polistes humilis содержатся в яде этого вида, а яд для жала вырабатывают только самки, в больших колониях с большим количеством самцов эффективность этого механизма может быть ниже.

## Питание
Polistes humilis питаются пищей, которую приносят в гнездо рабочие осы. После того как пища принесена в гнездо, рабочие распределяют её между королевой и личинками. Этот вид потребляет углеводные и белковые корма. В южной Австралии Polistes humilis, по-видимому, специализируется на потреблении гусениц бабочек для получения белка, а также мелких пауков. За пищу Polistes humilis приходится конкурировать с другими видами, в частности с недавно появившимся инвазивным видом осой германской (Vespula germanica).

## Значение

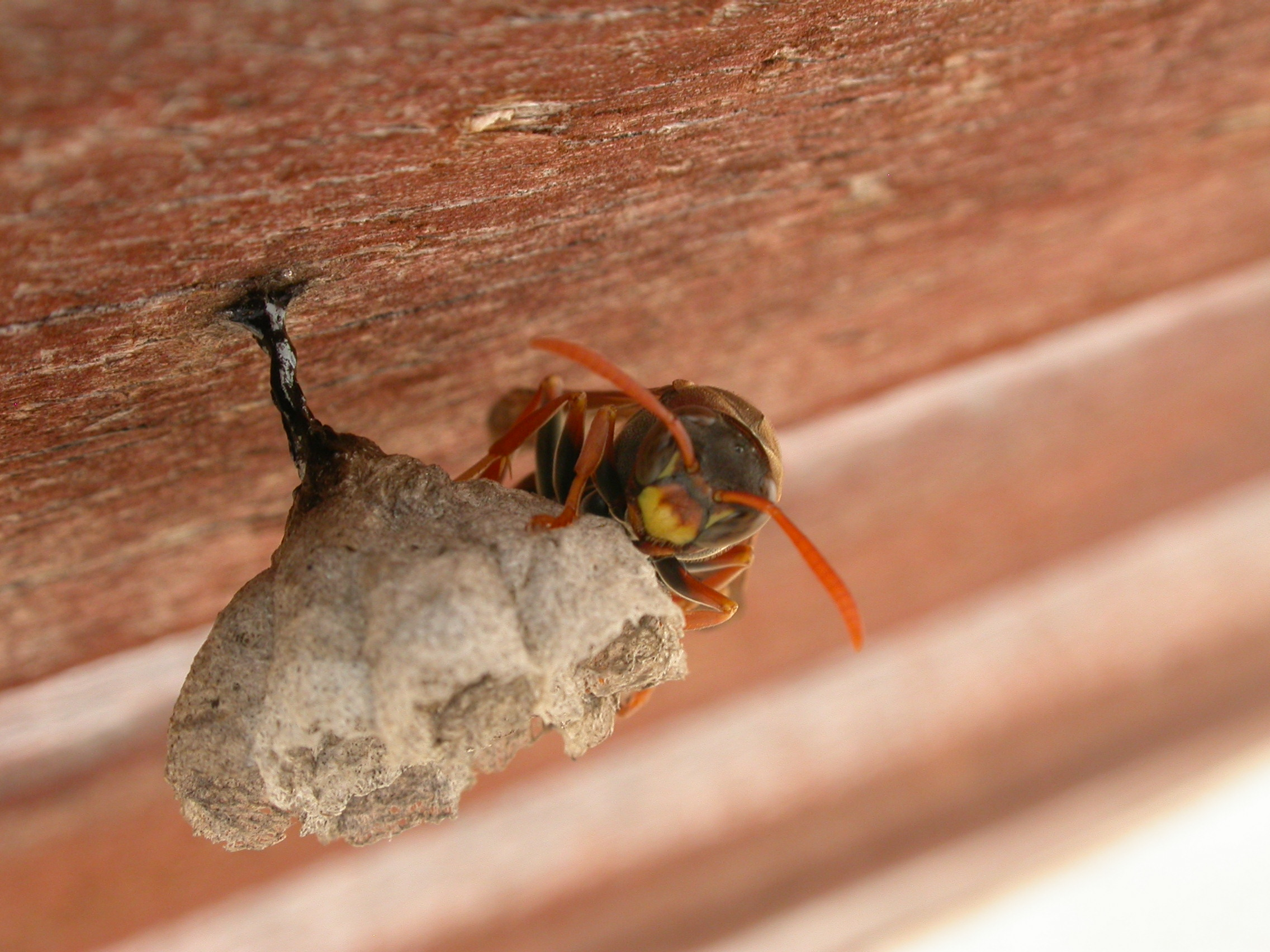
Гнездо и оса

Polistes humilis, вероятно, наиболее известен людям своим болезненным ужалением. Эти ужаления часто являются результатом беспокойства в местах гнездования. Гнёзда Polistes humilis часто встречаются в «изменённых местообитаниях», где есть сочетание человеческих построек и растительности. Поскольку гнёзда обычно располагаются в стенах, карнизах зданий и заборах, люди особенно подвержены риску случайно потревожить гнездо.
Polistes humilis важны для экосистемы в целом как опылители. Поскольку этот вид является одним из самых массовых видов в Австралии, он отвечает за выживание многих местных диких животных. Polistes humilis являются широко распространёнными опылителями, причём не только по численности, но и по видам опыляемых растений. Хотя такое поведение хорошо для местных растений, оно имеет важные последствия для неместных видов. Успех инвазивных видов во многом зависит от наличия опылителей. Поскольку Polistes humilis являются общими опылителями, было замечено, что они способствуют успеху инвазивных видов, таких как Ваточник кюрасавский и Gomphocarpus fruticosus (род Гомфокарпус).